# Лоћанска Бистрица
Лоћанска Бистрица је река у Србији, на Косову и Метохији. Дуга је око 50 киломеатара и извире на источним падинама Проклетија, на око 2200 метара надморске висине у близини Ђеравице. Тече према југоистоку кроз места Прилеп и Лоћане, све до ушћа у Ереник, код Ђаковице.